# لو يونغ
لو يونغ (بالإنجليزية: Lou Young)‏ هو لاعب كرة قدم أمريكية أمريكي، ولد في 1894، وتوفي في 19 يوليو 1948.